# Alphonse Badon
Alphonse Badon est un homme politique français né le 4 décembre 1791 à Valence (Drôme) et mort le 28 décembre 1870 au Puy-en-Velay (Haute-Loire).

## Biographie
Fils de Joseph Badon, docteur en médecine, et d'Anne-Marie Girié,  Alphonse Badon,  devenu médecin, s'installe au Puy-en-Velay où il se marie en 1816. En 1830 il est l'un des quatre commissaires chargés de l'administration provisoire du département. Il entre au conseil municipal de la commune du Puy-en-Velay et y restera jusqu'en 1865. En février 1831 il est adjoint au maire, puis maire quatre ans plus tard, le 5 février 1835 mais il ne peut être installé compte tenu de l'opposition  de la majorité légitimiste du conseil municipal.  Le gouvernement de Louis-Philippe le nomme une seconde fois maire le 5 octobre 1840. Aux élections de 1846, les libéraux le choisissent comme candidat à la Chambre des députés; mais il est battu par Richond des Brus. Il est élu représentant du peuple  en 1848 et fait partie du comité de l'Administration communale et départementale. Il vote généralement avec les modérés et soutient le ministère Odilon Barrot. Il n'est pas réélu à l'assemblée législative lors de scrutin de mai 1849. Il reste maire du Puy-en-Velay jusqu'en 1860.

## Sources
- « Alphonse Badon », dans Adolphe Robert et Gaston Cougny, Dictionnaire des parlementaires français, Edgar Bourloton, 1889-1891 [détail de l’édition]